# 테레사 루이스
테레사 루이스(Teresa Ruiz, 1988년 12월 21일 ~ )는 멕시코의 배우이다. 2009년 과달라하라 국제 영화제에서 마갈리 솔리에르와 여우주연상을 공동수상했다.

## 출연 작품

### 영화
- 보더타운 (2006)
- 마크맨 (2021) - 로라 역
- 신부가 된 복서 (2022)

### 텔레비전
- 메이저 크라임 (2013)
- 더 라스트 쉽 (2015)
- 나르코스: 멕시코 (2018-20)
- 꽃들의 집 (2019)